# 中国鼩鼹
中國鼩鼹（学名：Uropsilus soricipes）为鼹科鼩鼹属的动物。在中国大陆，分布于陕西、四川中部等地，常见于山地森林、林缘灌丛以及草地。该物种的模式产地在四川宝兴。

## 亚种
- 鼩鼹峨眉亚种（学名：Uropsilus soricipes andersoni），Thomas于1912年命名。在中国大陆，分布于四川等地。[3]
- 鼩鼹南充亚种（学名：Uropsilus soricipes gracilis），Thomas于1911年命名。在中国大陆，分布于四川等地。[4]
- 鼩鼹滇北亚种（学名：Uropsilus soricipes investigator），Thomas于1922年命名。[5]
- 鼩鼹指名亚种（学名：Uropsilus soricipes soricipes），Milne-Edwards于1872年命名。[6]